# Irene Márquez
Irene Márquez (Valdepeñas, 1990) es una dibujante de cómics española, colaboradora de la revista El Jueves.
La mayor parte de su obra gráfica es reconocida por estar enmarcada dentro del género del humor negro, categoría tachada en ocasiones como políticamente incorrecta, que defiende argumentando:  “[...] El límite lo trazan tus principios o lo que tú crees que es correcto o que no. No tengo una percepción en la que crea que los colectivos minoritarios deban ser excluidos del humor. Puedes hacer chistes sobre cualquier colectivo discapacitado, racial o el tema de las diversidades LGTBI y que ellos mismos se rían.[...]”.

## Biografía
Estudia Bellas Artes en Cuenca (2009) y luego hace un máster de dibujo en Granada (2014). 
Durante los años de universidad, colabora en un proyecto de fanzine con amigos, “Están Vivos”, y empieza a acercarse al cómic de manera más profesional. 
En 2016 comienza a dibujar tiras y viñetas cómicas para publicar en redes sociales y, después de unos meses de trabajo intenso, envía un dossier a El Jueves, recibiendo su primer encargo para la revista y desde entonces es colaboradora habitual. 
Desde 2018 tiene su propia sección semanal de tiras de humor negro, ‘Te has Pasado’.
Entre 2017 y 2019 trabaja de profesora de Guion de cómic y Proyecto de cómic en Granada.
En mayo de 2020 publica, de la mano de Autsaider cómics, su primera monografía “Esto no está bien”, una caja que contiene varios álbumes de cómics en diversos formatos, por la que fue nominada a Autora Revelación en el Salón de Barcelona 2021, y ha obtenido el Premio a Mejor Autora Joven en Splash!, Festival de Cómic de la Comunidad Valenciana 2021.